# Midibús

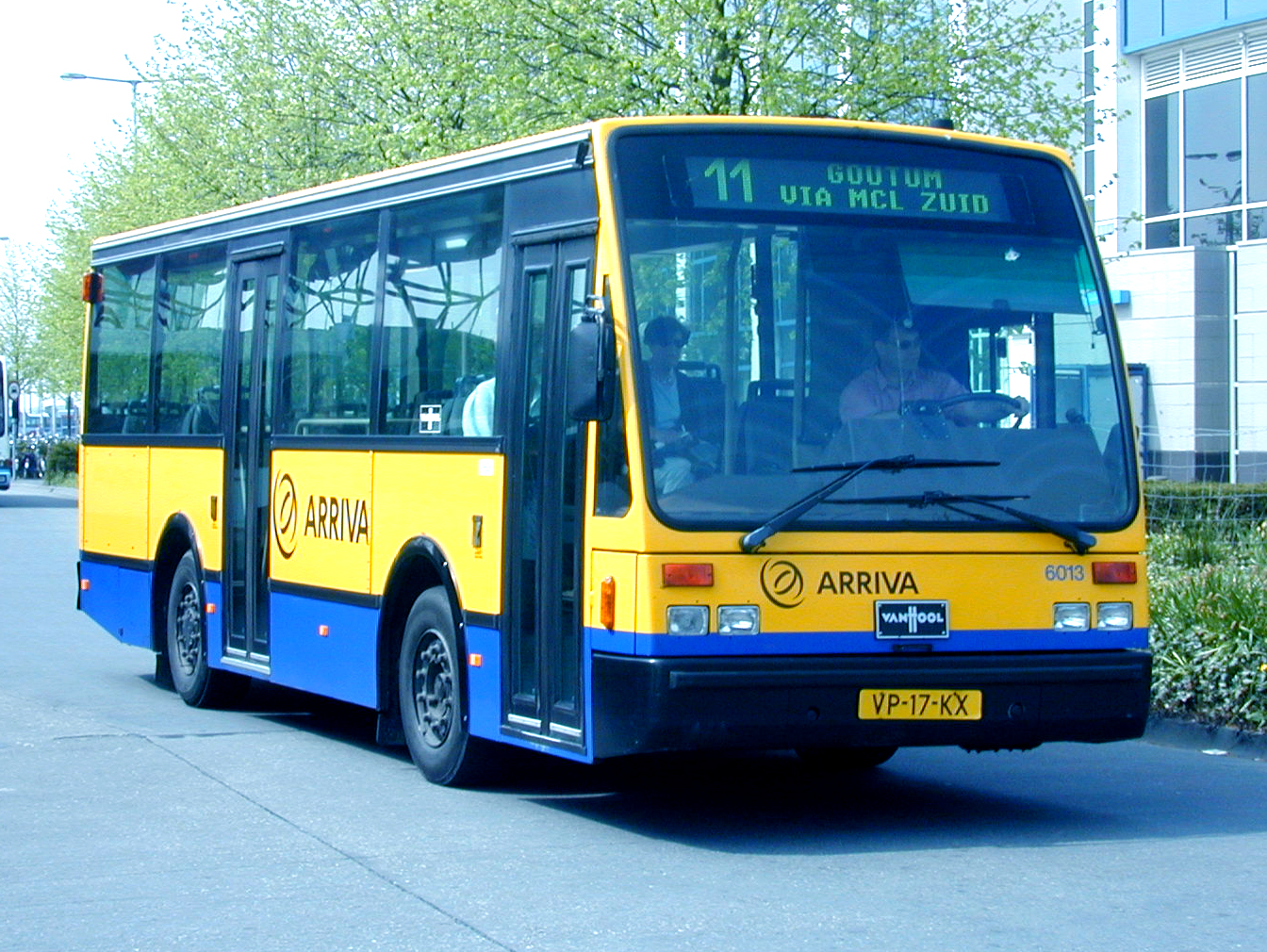
Van Hool A508 midibús

El midibús es un autobús de tamaño y capacidad medianas (entre 8 y 11 metros). Puede transportar a más personas que el minibús o microbús por su mayor tamaño, pero, por lo general, su capacidad de transporte es netamente inferior a la del autobús estándar. Por ello, por su tamaño y capacidad intermedios entre el minibús y el autobús, recibe el nombre de «midibús».
Tradicionalmente, el midibús no ha gozado del gran éxito del autobús o incluso del minibús, ya que muchas empresas optaban o por el vehículo estándar o por el reducido, siendo escasas las que se decantaron por el vehículo intermedio.
En España, la excepción que confirma la regla, el midibús ha tenido de siempre una gran aceptación, aunque no siempre ha recibido la denominación de «midi» propiamente dicha, y dentro de la denominación de midibús podrían catalogarse un gran número de vehículos de diferentes marcas.
Por regla general suele poseer dos puertas laterales a diferencia del minibús que sólo posee una.

## Pegaso (ENASA)
De esta extinta firma, fueron muchos los diferentes modelos de vehículos que, por sus características, podrían adaptarse a la definición tradicional de midibús, tanto en su producción de chasis (gama 5000) como de autobuses autoportantes (gama 6000). 

### Chasis
En especial, fueron los vehículos de la gama «Comet» (Pegaso 5060 a 5064) los más indicados para ser catalogados como midibús, pues todos éstos permitían obtener, una vez finalizado el carrozado, un vehículo de, como máximo, 10 metros de longitud, lo cual entra dentro del segmento el midibús. La capacidad de transporte, por término medio, era de 20 plazas sentadas y otras 40/50 de pie. 
De esta firma, los Pegaso 5080 y 5081 también podrían catalogarse como midibuses, si bien, por sus dimensiones algo más reducidas, quedarían a caballo entre el minibús y el midibús. El Pegaso 5117, lanzado en 1987, podía configurarse 4 versiones diferentes, todas ellas de autobús urbano con motor delantero. Existían dos versiones «cortas», con batallas comprendidas entre los 5,4 y 5,9 m, y otras dos versiones «largas» que, unidas a la variable configuración del voladizo delantero (eje delantero en situación adelantada o posterior) permitía obtener un gran número de configuraciones posibles, con longitudes de 10, 11 y 12 metros, siendo la versión más corta la que entraría dentro del segmento del midibús.
Sin embargo, el vehículo con el cual ENASA lograría implantar el midibús sería el denominado como Pegaso 5317 «MADRID». Este autobús nació con la intención de dar salida a estructuras ya motorizadas de Pegaso Monotral 6025 que, debido a la mala prensa que tenía este vehículo, no habían tenido salida en el mercado. Así, se eliminó toda la parte superior de la estructura autoportante, convirtiéndolas en chasis convencionales para su comercialización dentro de la gama 5000 (chasis para carrozar). El prototipo de este vehículo fue carrozado por Castrosua, con su modelo CS-30, muy similar en diseño al que poseía la estructura autoportante del 6025. No obstante, los defectos que el vehículo original tenía fueron solventados por parte de ENASA, para que, a pesar de su origen, no tuviera la mala imagen que tuvo el 6025. 
En 1986, la EMT de Madrid realizó un pedido de 136 unidades, de cara a sustituir a los microbuses Pegaso-SAVA 5720; debido a este pedido, el mayor que se realizó de este modelo, ENASA decidió dar el sobrenombre de «MADRID» al Pegaso 5317. Tanto en Madrid como en la mayoría de flota donde prestaron servicio, los vehículos montaron la carrocería U-90 de Unicar, si bien algunos vehículos fueron carrozados para versión interurbana, siendo ésta denominada como Pegaso 5317C. 
La producción del 5317 cesaría en 1991, tras la entrada del grupo IVECO en el accionariado de ENASA, siendo sustituido por el IVECO-Pegaso 5321, idéntico al 5317 pero con motor IVECO de 210 CV.

### Autoportantes
Una parte muy importante de la producción de ENASA fueron los autobuses autoportantes de la gama 6000, dentro de los cuales ocuparon un lugar destacado los vehículos de capacidad media. De ellos, los primeros vehículos autoportantes de tipo medio fueron los modelos 6020 y 6021, lanzados a partir de 1960. 
No obstante, el que sería el verdadero midibús autoportante de Pegaso sería el 6025; comercializado a partir de 1972, no gozó de un buen resultado, debido principalmente a la situación trasera del motor, que provocaba numerosos problemas de sobrecalentamientos. Por ello, aparte de la EMT madrileña, con un total de 410 unidades, fueron pocas las empresas que optaron por este modelo, por lo que las ventas quedaron por debajo de lo esperado. Esto provocó que en las instalaciones de ENASA quedaran una pequeña cantidad de estructuras ya motorizadas de Pegaso 6025, por lo que, a mediados de los 80, se decidió convertirlas en chasis convencionales y transformarlas así en las primeras unidades del modelo 5317.
Fruto de un intento anterior al lanzamiento del Pegaso 5317 de mejorar las ventas del 6025, ENASA lanzó en 1974 una nueva versión del mismo, auspiciada por la EMT de Madrid. Este nuevo vehículo se denominó como Pegaso 6060, siendo mecánicamente igual al 6025, diferenciándose en el diseño del frontal, más aerodinámico, además de contar con aire acondicionado; el primer coche de este modelo se destinó al servicio Exprés que la EMT había implantado en su red; a este primer vehículo se añadirían hasta un total de 10, algunos de nueva factura y otros procedentes de la reforma de algunos de los 6025 que ya poseía la EMT. Además de estas entregas, un total de 3 Pegaso 6060 fueron adquirida por la Compañía de Tranvías de San Sebastián.

## Mercedes-Benz
El mayor fabricante de autobuses del mundo, Mercedes-Benz, también ha producido (y, de hecho, produce) vehículos que podrían englobarse dentro de la categoría del midibús.
Así, en la década de los 80 lanzó al mercado el Mercedes-Benz O-402, la versión disminuida del autobús estándar ofrecido por la firma en aquellas fechas, el Mercedes-Benz O-405. De este vehículo se ofrecía la versión autoportante, es decir, completamente carrozado, o únicamente el bastidor, para que su carrozado fuera efectuado por otra empresa.
Más tarde, en 1998 Mercedes-Benz lanzó al mercado un nuevo midibús, el O-520 Cito. Este midibús poseía una cadena de tracción diésel-eléctrica en la cual el motor diésel accionaba un alternador que suministraba la corriente necesaria para mover el motor eléctrico de tracción. Debido al sistema de tracción, integrado por un compacto grupo denominado «Power-Pack» y situado sobre el eje trasero, este vehículo carecía prácticamente de voladizo trasero, confiriéndole su peculiar aspecto. Este vehículo se fabricó en serie a lo largo de 4 años (de 1999 a 2003), y debido a una serie de fallos congénitos no tuvo el éxito esperado.
Por último, para cubrir el segmento del midibús, Mercedes-Benz lanzó el O-530 Citaro K (la «K» hace referencia a la palabra «klein», cuyo significado es «pequeño» en alemán), la versión reducida del popular Citaro. Con esta versión, que se caracteriza por su alta capacidad de transporte en unión a una gran maniobrabilidad, Mercedes-Benz intenta hacer llegar sus productos a aquellas empresas que por las características de los trazados por donde han de discurrir (calles estrechas, etc.) no pueden emplear autobuses estándar.
En el apartado de chasis, Mercedes-Benz ofrece actualmente el OC-500, en versiones LF (Low-Floor), LE (Low-Entry) y RF (Raised-Floor). Este chasis, fabricado en la localidad española de Sámano (Cantabria), se caracteriza por su construcción modular, lo cual permite, con un solo modelo de chasis, ofrecer la posibilidad de obtener un midibús u otra clase de vehículo para transporte de viajeros.

## Otros midibuses
También por último otras marcas tienen modelos de midibus disponibles como Irisbus que tras el fiasco de los Europolis, decide comercializar los Heuliez Bus GX127 de 9,4 metros y el GX127L de 10,6 metros. Asimismo, MAN nos ofrece un midibus completo, el MAN Lion's City M (10 m) que podemos ver en la empresa TUBASA. Menos conocidos existen midibuses urbanos en Volvo como los de Argabus y en Scania. Pero sin duda la revolución en midibuses es Bredamenarini Bus que con sus distintos modelos como el Avancity C+ (10,8 m) o el VivaCity (8m), nos da una alternativa entre elegir un midibus propulsado a diésel o a gas natural.
En Colombia a unos buses de tamaño largo y altura mediana se les dice midibuses, que su carrocería es hasta 37 puestos y son carrozados con distintas empresas carroceras (Marcopolo Superpolo Audace, Busscar, JGB Maxxi o Fascino, Autobuses AGA de Colombia Midibus, Inconcar Dreamliner o Sigma, Carrocerías UnoA, Autobuses Forza entre otros ya sea sobre Chasis Isuzu FRR Forward bus de desplazamiento 5193cc, o Hino FC9J de 5123cc,o Mercedes OF 917. Su medida es hasta 10 metros.